# Оттон Фрейзингский
Оттон Фрейзингский (Фрейзингенский) (лат. Otto episcopus Frisingensis, нем. Otto von Freising; около 1112 или 1114 — 22 сентября 1158) — немецкий писатель, историк и хронист, пятый сын Леопольда III Святого, маркграфа австрийского и Агнессы фон Вайблинген, дочери императора Генриха IV. Выходец из знаменитой семьи Бабенбергов, он приходился племянником императору Генриху V, единоутробным братом германскому королю Конраду III и дядей императору Фридриху I Барбароссе.

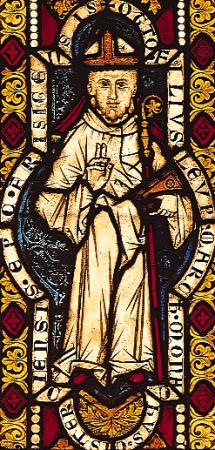
Оттон Фрейзингский. Витраж собора аббатства Хайлигенкройц

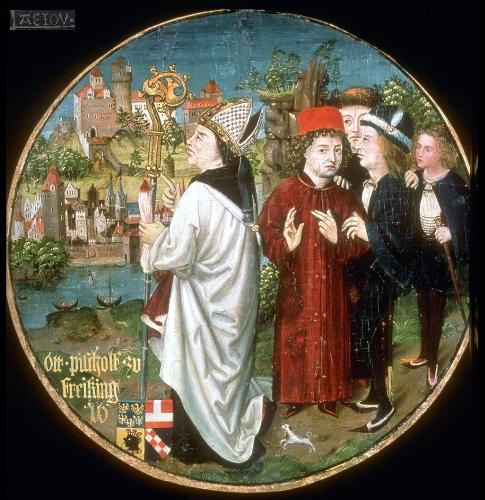
Епископ Оттон смотрит на собор и город Фрайзинг с восточного берега реки Изар (панно «Родословное древо Бабенбергов»).

## Биография
Сызмальства добровольно решив посвятить себя богу, около 1126 года стал пробстом монастыря Клостернойбург, основанного в 1114 году его отцом близ Нойбурга. Не позже 1130 года принял духовный сан.
Между 1126 и 1132 годами изучал философию и богословие в Париже, возможно, в Сен-Викторском аббатстве, а также в Шартре. Достоверных свидетельств о том, что он учился там у таких известных философов и теологов, как Гуго Сен-Викторский, Гильберт Порретанский и Тьерри Шартрский, не имеется, однако значительное влияние их трудов на формирование его исторических, богословских и философских взглядов не вызывает сомнений.
С 1133 года подвизался в цистерцианском монастыре в Моримонте (графство Бургундия), где в 1138 году стал настоятелем. В том же году был избран епископом Фрейзинга (Бавария).
Находясь на своём посту, развил кипучую деятельность, реформировав монастыри и покровительствуя наукам и образованию, прививая во Фрайзинге парижскую схоластику и философию Аристотеля. Активно защищал земельные владения и имущественные права своей обители от судебных приставов баварского пфальцграфа Оттона I Виттельсбаха, за что подвергался с его стороны нападкам и унижениям.
Трижды, в 1141—1145 годах, от имени своего брата короля Конрада III, был посланником при папском дворе, а в 1147—1149 годах сопровождал его во Втором крестовом походе, откликнувшись на призыв Бернара Клервоского. Во время похода на юге Малой Азии близ Лаодикеи возглавляемый им отряд повергся нападению сельджуков, а сам Оттон едва не лишился жизни.
От имени своего племянника Фридриха I, выступал посредником в конфликте между баварским и австрийским герцогами, а затем и между самим императором и папой Адрианом IV. В 1157 году присутствовал на заседании рейхстага в Безансоне.
Умер 22 сентября 1158 года по дороге на заседание капитула в аббатстве Сито. Подробное описание последних минут его жизни написано было его воспитанником и секретарём, клириком фрейзингенской церкви Рахевином. Похоронен Оттон был в соборном храме Моримонтского аббатства, освящённом в 1259 году, где гробница его сохранялась вплоть до 1636 года, когда в годы Тридцатилетней войны обитель подверглась разорению. После окончательного разрушения монастыря в годы Великой Французской революции место захоронения было окончательно утрачено.
В 1954 году среди руин Моримонтcкого монастыря под алтарём соборной церкви были найдены кости, признанные мощами блаженного Оттона, перенесённые в дочернее аббатство Хайлигенкройц в Венском Лесу и в 1966—1969 годах исследованные антропологическим отделом Музея естествознания в Вене. Сегодня эти мощи хранятся в монастыре Хайлигенкройц в отдельной часовне.

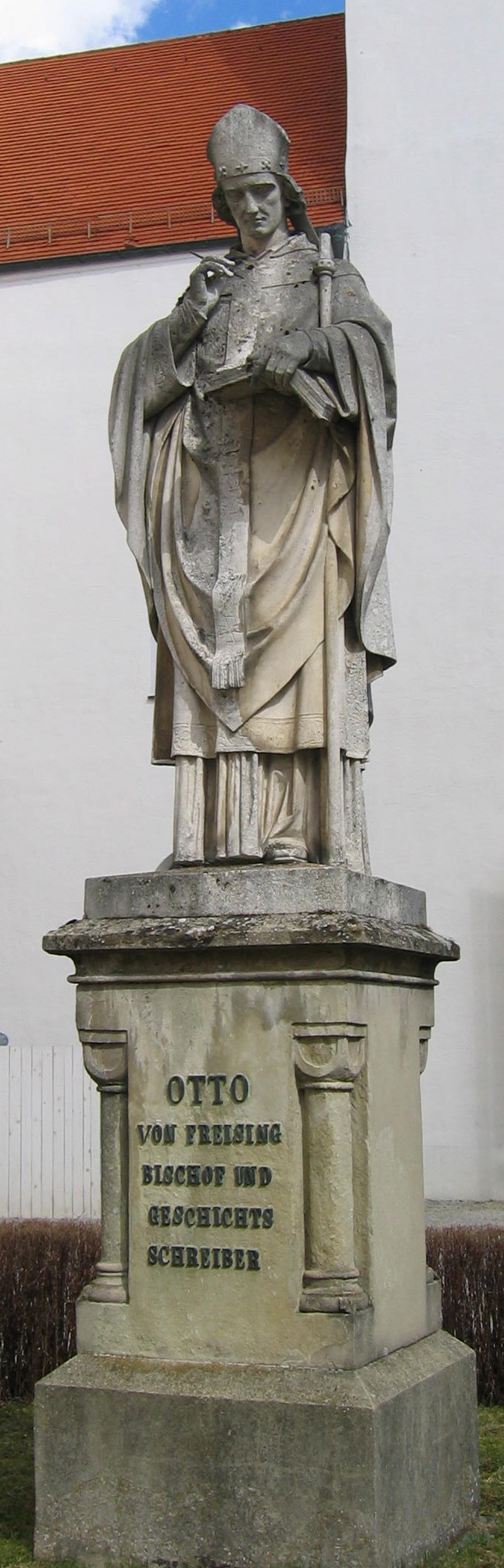
Статуя Оттона у кафедрального собора Фрейзинга

## Сочинения
Своей «Хроникой о двух государствах» (лат. Chronica de duabus civitatibus) в 7 книгах, доведенной до 1146 года и продолженной до 1209 года Оттоном Санкт-Блазиенским, а также «Деяниями императора Фридриха I» — историей императора Фридриха I до 1156 года, Оттон заслужил почётное место среди немецких историков Средневековья, став создателем первой со времен Евсевия Кессарийского философской интерпретации всемирной истории.
Основными источниками для хроники Оттона, изначально написанной в 1143—1146 годах по заказу Аугсбургского аббата Исангрима и в 1157 году переработанной, дополненной и посвящённой императору Фридриху, послужили сочинения Руфина Аквилейского, Аврелия Августина, «История против язычников» Павла Орозия (V в. н. э.), хроники Фрутольфа из Михельсберга (кон. XI в.), Эккехарда из Ауры (начало XII в.), Ортлиба и Бертольда из Цвифальтена (вторая четверть XII в.), а также «Хильдесхаймские анналы» (около 1140 г.). 
Составленная с позиций последовательного августинианства, хроника излагает историю «двух градов» как проявление непрерывной борьбы земного и божественного начал, проникнута эсхатологическими настроениями и заканчивается воображаемой картиной конца мира. Причина пессимизма Оттона Фрейзингенского заключалась в социально-политическом кризисе в Германии, раздираемой борьбой феодальных партий, а также соперничеством императором с римскими понтификами. Борьба Генриха IV с папой Григорием VII рассматривается им в качестве источника бедствий и для церкви, и для мирян, поскольку первый является духовным сыном последнего, и неизбежно приведёт к образованию «смешанного града» (лат. civitas permixta), который, с началом Апокалипсиса, распадётся на «град праведников» и «град грешников», как это изложено в восьмой книге хроники. 
В повествование об исторических событиях Оттон искусно вплетает собственные философские отступления, образующие вместе некую целостную историософскую концепцию, опирающуюся на теорию «Translatio imperii» и коррелирующую с традиционной периодизацией «четырёх царств». В последней части его сочинение содержит ценный фактический материал по внутренней и внешней истории Германии времён правления Конрада III (1138—1152), представляя широкое полотно политической жизни того времени.
В написанных в 1157—1158 годах «Деяниях императора Фридриха I» Оттон Фрейзингенский изложил историю Германии с правления Генриха IV до 1156 года заново, придерживаясь официально-придворной точки зрения. Немало материалов для работы над ними предоставил сам Фридрих I Барбаросса, местами же автор пользовался собственными воспоминаниями, и его рассказ о втором крестовом походе здесь столь же «автобиографичен», как и включённое в хронику подробное описание собственной поездки в Италию осенью 1145 года.
Помимо пересмотра своих взглядов на историю, выраженных в «Хронике двух государств», Оттон приводит в «Деяниях» немало новых сведений, в частности, касающихся предыстории правления императора Фридриха и второго крестового похода, а также о Венгерском королевстве и провозглашении на съезде князей в Регенсбурге 1156 года нового герцогства Австрия. Между 1170 и 1177 годами «Деяния Фридриха», являющиеся ценным источником по истории Германии и Италии XII века, а также международным отношениям того времени, было продолжено до 1160 года Рахевином. 
Выступая в качестве идеолога Священной Римской империи и вдохновляясь идеей «четырёх монархий» Иеронима Стридонского, Оттон выдвигает фиктивный постулат «переноса власти», согласно которой владычество над миром «передано» было самим богом от римских императоров сначала Карлу Великому (800), а затем германскому императору Оттону I (962), начинания которого продолжили его преемники вплоть до Фридриха Барбароссы.
Со стороны художественной формы и философской обработки материала Оттон стоит высоко над другими средневековыми хронистами, но относительно фактологической точности своих трудов оставляет желать лучшего. Изложение событий прошлого прерывается у него богословскими рассуждениями, а описание деяний выдающихся персонажей местами носит характер панегирика.

## Рукописи и издания
«Деяния императора Фридриха» Оттона сохранились во многих рукописях XII—XVI веков, хранящихся в Баварской государственной библиотеке в Мюнхене, Библиотеке герцога Августа в Вольфенбюттеле, библиотеке бенедиктинского аббатства Адмонт (Штирия), Ватиканской апостольской библиотеке, Национальной библиотеке Франции в Париже и др. собраниях. Хроника «О двух государствах» сохранилась в 38 рукописях, старейшими из которых являются манускрипты из Университетской и земельной библиотеки Тюрингии в Йене (XII в.) и Амброзианской библиотеки в Милане (XIII в.).
Сочинения Оттона впервые напечатаны были в 1515 году в Страсбурге австрийским историком-гуманистом и дипломатом Иоганном Куспинианом, а в 1569 году переизданы в Базеле французским историком и правоведом Пьером Питу. Первое критическое издание обоих трудов подготовлено было историком-архивистом Францем Фридрихом Вильмансом для «Monumenta Germaniae Historica» (отдельный оттиск его под заглавием «Ottonis episcopi Frisingensis opera», Ганновер, 1867). «Деяния императора Фридриха», с продолжением Рахевина, были переизданы Георгом Вайцем в 1884 году в Ганновере. Немецкий перевод хроники, выполненный историком и педагогом Хорстом Эрнстом Арминиусом Колем для многотомника «Geschichtschreiber der deutschen Vorzeit», выпущен был в 1881 году в Лейпциге, а в 1883 году там же вышел его перевод «Деяний Фридриха» (Лпц., 1883). Комментированный английский перевод её, выполненный Чарльзом Кристофером Миеровым, увидел свет в 1928 году в Нью-Йорке, под редакцией Остина Эванса и Чарльза Наппа, и в 1966 и 2002 годах там же переиздавался.
Новейшее критическое издание в латинском оригинале и немецком переводе опубликовано в 2000 году в Дармштадте под редакцией историка-медиевиста Франца-Йозефа Шмале.

## Образ в литературе
- Оттон Фрейзингский упомянут в романе Умберто Эко «Баудолино».